# نونافان
نونافان (نام علمی: Neomphalidae) نام یک تیره از بالاخانواده نوناف‌واران است.